# Mabínay
Mabínay es un municipio de Cuarta Clase de la provincia en Negros Oriental, Filipinas. De acuerdo con el censo del 2000, tiene una población de 64,451 en 13,357 hogares. 

## Saltos de Mabínay
La entrada a los Saltos de Mabínay es gratis. Ve a disfrutar de estas enormes y exóticas cascadas en un parque que forma parte del municipio de Mabínay, y se encuentra de tres a cinco minutos en bicicleta de la ciudad.

## Barangayes
Mabínay se divide administrativamente a 32 barangayes.
| - Abis - Arebasore - Bagtic - Banban - Barras - Bato - Bugnay - Bulibulihan - Bulwang - Campanun-an - Canggohob | - Cansal-ing - Dagbasan - Dahile - Himocdongon - Hagtu - Inapoy - Lamdas - Lumbangan - Luyang - Manlingay - Mayaposi | - Napasu-an - New Namangka - Old Namangka - Pandanon - Paniabonan - Pantao - Población - Samac - Tadlong - Tarâ |